# Skyzoo
Skyzoo, de son vrai nom Gregory Taylor, né le 24 décembre 1982 à Brooklyn, New York, est un rappeur américain. Il compte plusieurs albums solo et collaboratifs notables comme Cloud 9: The 3 Day High avec 9th Wonder en 2006, The Salvation en 2009, A Dream Deferred en 2012, et son album solo Music for My Friends en 2012,, qui atteint la 15e place des Top Heatseekers en 2015.
Skyzoo a également publié de nombreuses mixtapes gratuites en ligne comme Corner Store Classic et The Great Debater durant sa carrière, et a travaillé aux côtés d'artistes tels que Jill Scott, Wale, Lloyd Banks, Tyrese, Dr. Dre, Raheem Devaughn, Black Thought, Jadakiss, Talib Kweli, John Legend ou encore Spike Lee. Skyzoo participe également à plusieurs tournées à travers l'Europe, l'Afrique, l'Australie et l'Asie, et dirige son propre label, First Generation Rich.

## Biographie
Gregory Skyler Taylor est né le 24 décembre 1982 dans le quartier de Crown Heights à Brooklyn, dans la ville de New York,. Il est surnommé Skyzoo par ses parents d'après la chanson homonyme du groupe disco Skyy (son deuxième prénom étant Skyler),. Skyzoo emménage dans le quartier de Bedford-Stuyvesant à Brooklyn, pendant sa jeunesse. Skyzoo grandit en écoutant des rappeurs et groupes comme Big Daddy Kane, NWA, Kid 'n Play, EPMD, Eric B., Rakim et A Tribe Called Quest, mais c'est le clip Age Ain't Nuthin' But a Number de Chi-Ali qui l'inspire à écrire des chansons et à se consacrer à une carrière professionnelle. À cette période, il est âgé de 9 ans.
Il habitait à quelques mètres du rappeur The Notorious B.I.G. et a souvent expliqué s'inspirer du succès de dernier. Il explique également s'être inspiré de Jay-Z. Durant son adolescence, Skyzoo réside avec son père à South Jamaica, dans le Queens, y passant plus de temps qu'à Brooklyn. Il a également deux petits frères. Les parents de Skyzoo l'inscrivent au lycée à Manhattan pour prendre de l'avance sur les autres élèves.

## Carrière musicale

### Débuts
En 2002, Skyzoo se lance dans la publication de mixtapes à New York, et fait la rencontre du crew Justus League, puis collabore sur plusieurs projets. Skyzoo remporte deux Underground Music Awards, dans les catégories de « meilleur rappeur » en 2002 et « meilleur parolier » en 2008. La rencontre avec Chaundon de Justus League permet à Skyzoo de rencontrer le producteur 9th Wonder en 2005 et de se lancer dans une collaboration à long terme. Les deux enregistrent l'EP collaboratif Cloud 9: The 3 Day High, en trois jours,. Publié le 12 septembre 2006, l'album est entièrement produit par 9th Wonder et contient les singles Way to Go et The Bodega. Cette publication permet à Skyzoo de se populariser à l'échelle nationale, et de se placer dans la section Show and Prove du magazine XXL en octobre 2006. Le projet mène aussi à la publication des singles Get It Done et Click produits par DJ Premier, avec Torae. L'EP est félicité par la presse spécialisée, notamment par XXL, The Source, Vibe, AllHipHop, HipHopDX et HipHopGame.
La mixtape de Skyzoo, Corner Store Classic, est publiée gratuitement le 20 juillet 2007. Elle est produite par 9th Wonder et DJ Premier. Skyzoo contribue aux parties vocales aux côtés d'autres rappeurs comme Sean Price, Guilty Simpson et Torae. L'album est généralement bien accueilli, ; XXL lui attribue une note positive de XL. En 2007, il annonce la publication de son premier album, The Salvation, mais attend d'être signé sur un label. Au printemps 2009, Skyzoo signe avec le label indépendant Duck Down Records et chez Jamla Records de 9th Wonder. Skyzoo publie ensuite la mixtape The Power of Words. Avec DJ Drama et Statik Selektah, la mixtape fait participer Wale, Maino, Talib Kweli, Reks et Young Chris.

### The Salvation(2009)
Le premier album studio de Skyzoo, The Salvation, est publié le 29 septembre 2009 sur le label Duck Down Records et contient les singles The Beautiful Decay, Popularity, Easy to Fly, et My Interpretation. Après sa publication, Skyzoo le décrit comme une œuvre personnelle et autobiographique. Skyzoo prévoit la publication de cet album depuis qu'il a 9 ans ; l'album montre les expériences auxquelles il a fait face dans sa vie. Skyzoo s'occupe de la majeure partie des voix, expliquant : « l'album n'est pas exactement comme je l'avais prévu, mais il raconte mon histoire. Maintenant que c'est dit, personne ne peut raconter mon histoire mieux que moi. » Pour les rappeurs qui participent à l'album, Skyzoo explique : « C'était pas vraiment une histoire de qui est dans le coup, qui ne l'est pas. C'était plus une histoire de faites de votre mieux et que le résultat soit là. J'ai travaillé avec des producteurs de renom, et aussi avec des nouvelles têtes. » Les producteurs incluent Best Kept Secret, 9th Wonder, Nottz, Just Blaze, Illmind, Needlz et Black Milk. Il atteint la 126e place du Billboard 200, la 4e place des Top Heatseekers et la 14e place des Tastemaker Albums. L'album est généralement bien accueilli,. AllMusic et XXL lui attribuent une note de 4 sur 5,.
Pour la promotion de l'album, Skyzoo et le réalisateur Mills Miller tournent une série de webisodes intitulée Saving Our Grace. La série est tournée à New York et fait participer six personnages différents, comme une mère célibataire et son fils dealer, représentant chacun une émotion issue de l'album. La série est lancée sur la page YouTube officielle de Skyzoo en août 2009. En tout, cinq vidéos sont publiées, le premier épisode étant intitulé The Necessary Evils, publié en mai 2008. La vidéo est réalisée par Tee Smif de la société de production KCCC et montre un dealer adolescent essayant de changer sa façon de vivre et faisant face à des difficultés. Le 30 juillet 2009, la vidéo The Beautiful Decay, produite par 9th Wonder et réalisée par Artemus Jenkins, est publiée. Après la sortie de l'album, un clip de la chanson Popularity est tourné et publié le 18 novembre 2009. La vidéo, dirigée par Todd Angkasuwan, est une parodie de la série télévisée Sauvés par le gong. Le réalisateur de Restless Films, Court Dunn, se charge de la vidéo Easy to Fly. Publiée le 15 mars 2010, la vidéo rend hommage au film Love Jones. Skyzoo joue le rôle de Darius Lovehall au côté du mannequin Ashlee Ray dans le rôle de Nina Mosley,,. Le 21 avril 2010, Skyzoo publie une vidéo de la chanson My Interpretation, le dernier single de l'album. La vidéo est réalisée par Artemus Jenkins.

### Mixtapes et collaborations (2010–2011)
Publié le 5 octobre 2010, l'EP collaboratif de Skyzoo avec Illmind intitulé Live from the Tape Deck révèle d'autres formes de paroles. Contrairement au premier album de Skyzoo, The Salvation, Live from the Tape Deck ne présente aucun thème personnel. Dans cet album, les deux artistes veulent remettre au goût du jour ce que des pionniers du hip-hop comme Eric B. & Rakim, Gang Starr, EPMD, NWA et A Tribe Called Quest faisaient au côté d'un seul producteur et en ne préservant qu'un seul thème,,. Pour l'album, Skyzoo explique qu'il souhaitait « faire quelque chose qui ressemble à une cassette audio de 2010. Je voulais que le contenu soit agressif et non émotionnel comme l'était The Salvation. Il y a toujours quelques parties de l'album qui sont des histoires et des concepts, mais pas plus que dans mon tout premier album. » Il est accueilli par une note de XL (4/5) par XXL, et d'un XXL (5/5) dans la partie des paroles du magazine.
En 2011, Skyzoo se sépare en bons termes avec le label Jamla de 9th Wonder. Le 7 juin 2011, Skyzoo publie la mixtape gratuite The Great Debater. Le projet est sponsorisé par la Jordan Brand, et contient les singles The Definitive Prayer, Test Drive, Atypical et Written In the Drums,. Skyzoo explique l'avoir lancé pour remercier les fans de leur soutien. Le projet, avec 16 chansons au total, est produit presque intégralement par Illmind, 9th Wonder, Swiff D, Best Kept Secret et Oh No. La couverture de l'album attire l'intérêt car elle représente The Cosby Show. Il est bien accueilli par les blogs consacrés au hip-hop et obtient une note de XL (4/5) par le magazine XXL.

### A Dream Deferred(2012)
Le deuxième album de Skyzoo, A Dream Deferred, est publié le 2 octobre 2012. L'album est la suite de The Salvation, et ressemble, comme pour son premier album, à une œuvre autobiographique. L'album fait participer Jill Scott, Freeway, Raheem Devaughn et Talib Kweli, et à la production Illmind, 9th Wonder et Black Milk, entre autres. Le premier single, JanSport Strings, est publié le 29 août 2012. Les autres singles incluent Range Rover Rhythm, produit par Jahlil Beats, et Spike Lee Was My Hero en featuring avec Talib Kweli. La vidéo de ce dernier, réalisée par Alex Ghassan, fait participer Spike Lee en personne, qui, après avoir entendu la chanson, contacte Skyzoo sur Twitter pour participer. Elle est diffusée lors de l'émission 106 and Park sur la chaîne américaine BET en janvier 2013. A Dream Deferred est largement bien accueilli par la presse spécialisée et devient le meilleur album classé de Skyzoo, atteignant la 7e place des Top Heatseekers et la 18e place des Top Rap Albums. L'album est noté XL par le magazine XXL et reçoit une moyenne générale de 86 % sur Metacritic basée sur cinq critiques.

### Collaborations (2013–2014)
Skyzoo collabore sur l'EP An Ode to Reasonable Doubt avec Antman Wonder en 2013. L'album de neuf chansons, dédié à l'album Reasonable Doubt de Jay Z, est publié à la date d'anniversaire de ce dernier, le 4 décembre 2014. Un clip est réalisé pour la chanson Meeting the Presidents. Pour Skyzoo, l'idée de l'EP vient du tweet d'un fan qui lui aurait demandé de reproduire le premier album de Jay Z, d'une manière similaire à celle d'Elzhi qui avait reproduit l'album Illmatic de Nas. Avec la participation de Torae, Sha Stimuli, et Kay Cola, l'album est entièrement produit et composé par Antman Wonder sans utilisation de samples. À la place, Antman Wonder recrée la production avec un orchestre,. Il est généralement bien accueilli par la presse spécialisée, comme HipHopDX.
En 2013, Skyzoo termine ses obligations contractuelles avec Duck Down Records. À la demande des fans, Skyzoo et Torae se lancent dans un album collaboratif intitulé Barrel Brothers. Les singles incluent Blue Yankee Fitted produit par Illmind, Memorabilia produit par Antman, et The Aura produit par DJ Premier et coproduit par AntMan Wonder. Le projet, publié le 27 mai 2014 fait participer Guilty Simpson, Sean Price, Blu, Black Milk et Apollo Brown.

### Music For My Friends(depuis 2015)
Music For My Friends est le troisième album solo de Skyzoo. Avec la participation d'artistes comme Jadakiss, Black Thought, Bilal, Elzhi, Westside Gunn et Christon Gray, l'album présente l'idée d'une perception du monde à 13 ans. L'album est produit par Illmind, Thelonious Martin, Jahlil Beats, MarcNfinit, Apollo Brown et DJ Prince. Publié par Empire Records et First Generation Rich de Skyzoo, l'album est la suite officielle de A Dream Deferred. Music For My Friends est publié le 25 juin 2015 sur les sites de partage. Les exemplaires physiques sont publiés le 23 juin 2015,. Les singles incluent notamment Luxury, qui fait participer Westside Gunn, et a une vidéo officielle.
L'album est généralement bien accueilli. Il atteint la 15e place des Top Heatseekers, la 36e place du Top R&B/Hip-Hop Albums, et l'accueil de la presse spécialisée est positive,. HipHopDX attribue une note de quatre étoiles sur cinq à l'album. XXL explique que « comme tout ce que nous offre Skyzoo, ses paroles et son image aident l'auditeur à visualiser ses histoires » ; XXL le sélectionne d'ailleurs dans sa liste des « 30 meilleurs albums hip-hop de 2015 (de loin) ».
Le 30 septembre 2016, Skyzo publie The Easy Truth, un album entièrement produit par Apollo Brown.

## Style musical et influences
Skyzoo explique s'inspirer d'artistes et de groupes de rap tels que The Notorious B.I.G., Jay Z, Nas, NWA, Big Daddy Kane, Kid 'n Play et d'autres artistes et groupes autres que hip-hop comme Sade ou Nirvana. Il dit s'inspirer significativement de J Dilla en matière de production. Également fan de jazz, Skyzoo explique adorer Miles Davis, John Coltrane, Horace Silver, et Wayne Shorter. Il révèle aussi que A Love Supreme de Coltrane est son album préféré, tout genre confondu.

## Discographie

### Albums studio
- 2009 : The Salvation
- 2012 : A Dream Deferred
- 2015 : Music for My Friends
- 2018 : In Celebration of Us
- 2021 : All Brillant Things

### Albums collaboratifs
- 2006 : Cloud 9: The 3 Day High (avec 9th Wonder)
- 2010 : Live from the Tape Deck (avec Illmind)
- 2014 : Barrel Brothers (avec Torae)
- 2016 : The Easy Truth (avec Apollo Brown)

### Mixtapes
- 2005 : The Greatest Flow on Earth
- 2005 : Ghetto Celebrity: The Mixtape
- 2005 : The City's Favorite: The Mixtape
- 2006 : The Way You Get Down
- 2007 : Corner Store Classic
- 2008 : Corner Store Classic (The Remixes)
- 2009 : The Power of Words (avec DJ Drama & Statik Selektah) (AudioWorx)
- 2011 : The Great Debater (AudioWorx)
- 2011 : The Great Debater Revisited (Duck Down Music)
- 2012 : Theo vs JJ (Dreams vs Reality)